# Lantern Entertainment
Lantern Entertainment, LLC је амерички филмски студио. Основао га је Lantern Capital Partners након аквизиције студија The Weinstein Company из јула 2018. године. Lantern је посебно предузеће које није повезано са Вајнстинима, те је само купац целокупне имовине бившег студија на аукцији о стечају.

## Имовина

### Тренутна
Филм
Телевизија

### Библиотеке садржаја
- (већину библиотеке је преузео Lionsgate)
  -  (садржај објављен после 2005)

### Бивша
- ; данас део